# Stella Gaitano

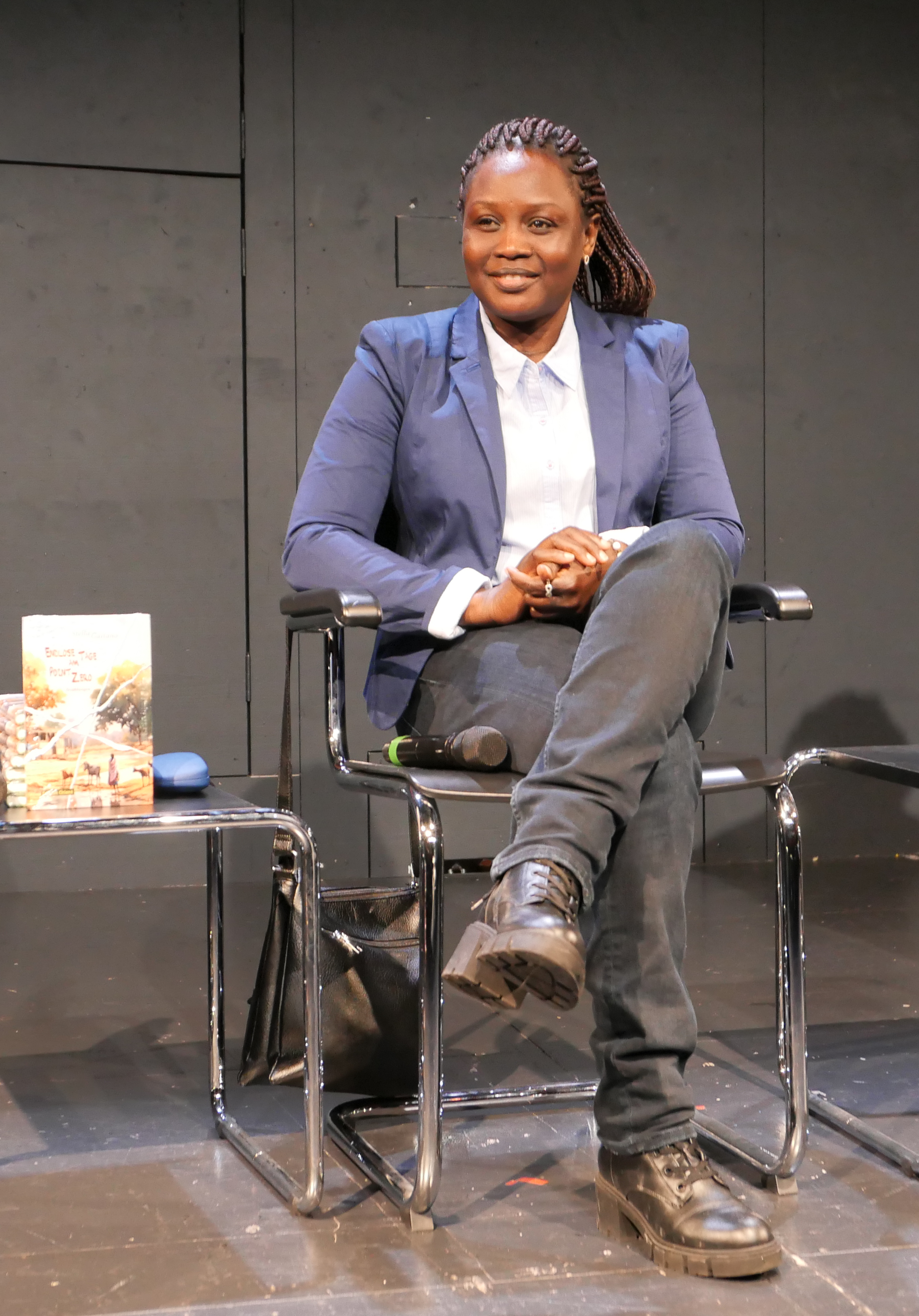
Gaitano im März 2024 bei einer Podiumsdiskussion zum Thema "Krieg erzählen?" im Schauspielhaus Zürich.

Stella Gaitano (arabisch إستيلا قايتانو, * 17. November 1979 in Khartum, Sudan) ist eine südsudanesische Schriftstellerin und Aktivistin für Menschenrechte, die in der Hauptstadt Khartum des bis 2011 ungeteilten Sudan aufwuchs. Sie ist für ihre Werke bekannt, in denen es oft um die harten Lebensbedingungen von Menschen aus dem Süden des ehemaligen Sudan geht, die Diskriminierung und Militärdiktatur oder Krieg und Vertreibung ertragen mussten. Nach der Unabhängigkeit des Südsudans veröffentlichte sie auch Kurzgeschichten über das Leben in ihrem neuen Land.
Obwohl sie sich aufgrund ihrer Biografie beiden sudanesischen Staaten zugehörig fühlt, musste sie wegen ihrer Kritik an der Regierung des Südsudans 2015 das Land verlassen und nach Khartum zurückkehren. 2022 flüchtete sie mit Hilfe des Writers-in-Exile-Programms des deutschen PEN-Zentrums nach Deutschland.

## Biografie
Gaitano wurde in Khartum als Tochter von Eltern geboren, die aus dem Gebiet des heutigen Südsudan vertrieben wurden und nach Khartum gezogen waren. Sie erlernte als Kind zunächst die sudanesische Umgangssprache und die Muttersprache ihrer Eltern, Lotuko, die Sprache einer Ethnie im südlichen Sudan. Dabei lernte sie auch Geschichten aus der mündlichen Überlieferung ihres Umfelds kennen und begann erst im Alter von zehn Jahren, die im Sudan offiziell verwendete Schriftsprache Arabisch zu lesen und zu schreiben. Während ihres Studiums der Pharmazie an der Universität Khartum studierte sie später auf Englisch und Hocharabisch.
Ihre literarischen Werke verfasst Gaitano auf Arabisch. In einem Artikel von 2015 des sudanesischen Journalisten Isma'il Kushkush für die New York Times sagte sie dazu: „Ich liebe sowohl die arabische Sprache als auch, in ihr zu schreiben. Es ist die sprachliche Form, in die ich meine persönlichen Geschichten und meine Kultur einfließen lassen möchte.“ Sie fügte hinzu: „Es war mir wichtig, dass die Nordsudanesen erkennen, dass es ein Leben, Werte und ein Volk gibt, das eine andere Kultur als die ihre hat und das Raum braucht, um anerkannt und respektiert zu werden.“ Als frühe Inspiration für ihr eigenes Schreiben nannte sie dabei den sudanesischen Schriftsteller At-Tayyib Salih sowie arabische Übersetzungen der Werke von Gabriel García Márquez und Isabel Allende.
Durch die Gründung des Südsudans verlor Gaitano ihre ursprüngliche sudanesische Staatsbürgerschaft und zog 2012 nach Juba, der Hauptstadt des Südsudans. Sie arbeitete als Apothekerin und verfolgte gleichzeitig ihre literarische Laufbahn. Als dort die neueste Sammlung von Kurzgeschichten von Stella Gaitano veröffentlicht wurde, nannte sie ein südsudanesischer Kommentator „unsere Botschafterin in der arabischen Welt“. Während ihres Aufenthalts in Juba engagierte sich Gaitano für mehrere humanitäre und Bildungsprojekte.
Im Jahr 2015 musste Gaitano nach Khartum zurückkehren, nachdem sie wegen ihrer Kritik an der südsudanesischen Regierung wegen Misswirtschaft, Korruption und ihrer Politik im südsudanesischen Bürgerkrieg schikaniert und angegriffen worden war. Als sie sich für die Menschenrechte in Darfur gegenüber der Regierung in Khartum engagierte, wurden sie und ihre Kinder erneut bedroht und tätlich angegriffen.
Im Jahr 2022 erhielt Gaitano ein Stipendium des PEN International Writers-in-Exile-Programms und lebt seither in Kamen. Am 11. September desselben Jahres nahm sie am Internationalen Literaturfestival Berlin teil und sprach gemeinsam mit der Schriftstellerin Sabah Sanhouri aus Khartum auf einer Podiumsdiskussion über zeitgenössische sudanesische Literatur.

## Werke und Rezeption

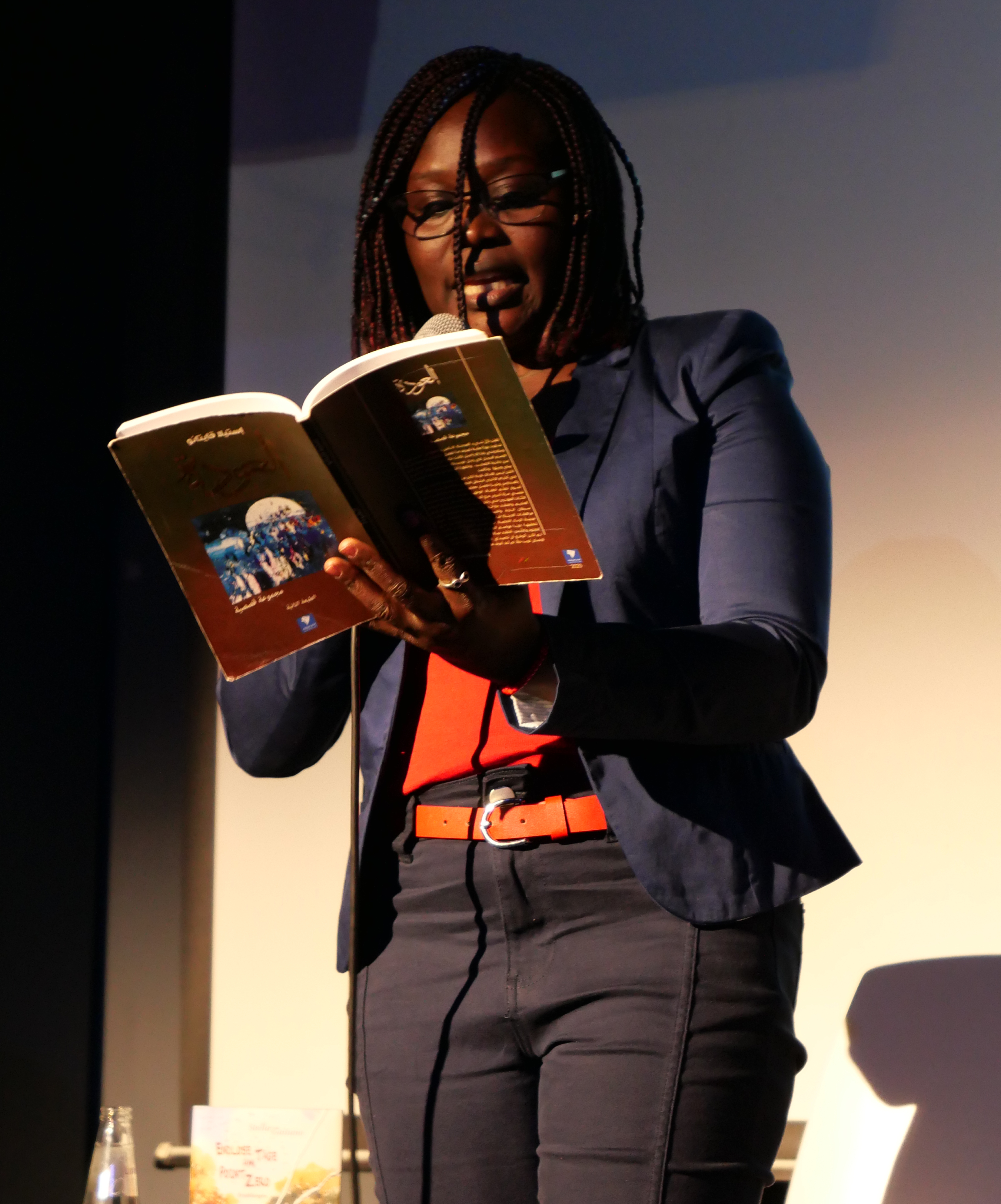
Gaitano im Juni 2024 bei einer Lesung im Rahmen der Reihe "Literaturen im Exil", organisiert von Goethe-Institut im Exil und Media in Cooperation and Transition (MiCT), im Berliner Kunsthaus ACUD.

Withered Flowers (dt. Verwelkte Blumen), Gaitanos erste ins Englische übersetzte Sammlung von Kurzgeschichten, erzählt von Menschen, die durch Konflikte im Süden des Sudan, in Darfur und in den Nuba-Bergen vertrieben wurden und gezwungen waren, in Lagern in den Außenbezirken von Khartum zu leben. Sie schrieb diese Geschichten bereits zwischen 1998 und 2002, als sie noch Studentin war. Dabei benutzte sie verschiedene literarischer Formen wie Hyperrealismus, Fantasy oder Volksmärchen. Die erste Erzählung in diesem Werk, A Lake the Size of a Papaya Fruit (dt. Ein See von der Größe einer Papaya Frucht), wurde im Sudan mit dem Ali El-Mek-Literaturpreis ausgezeichnet. Laut der Literaturkritikerin Marcia Lynx Qualey „zeichnet sich dieses frühe Werk durch lebhafte Wortspiele, unerschütterliches Mitgefühl und eine profunde Erzählkunst aus.“
Zehn Jahre nach Withered Flowers veröffentlichte Gitano ihre zweite Sammlung The Return (dt. Die Rückkehr). Diese Erzählungen handeln von Familien, die aus dem Norden in den Südsudan übersiedeln. Gaitano beschrieb die Erwartungen und große Hoffnungen ihrer Figuren und ihre noch größeren Enttäuschungen. Im Jahr 2016 erschien ihre Geschichte „Testimony of a Sudanese Writer“ (dt. Zeugnis eines sudanesischen Schriftstellers) in der Frühjahrsausgabe des englischen Literaturmagazins Banipal mit dem Titel Sudanese Literature Today.
Für eine Ausstellung des sudanesischen Malers Ibrahim el-Salahi im Museum of Modern Art in New York City im Jahr 2019 wurde Gaitano eingeladen, el-Salahis Zeichnungen aus seinem Prison Notebook, entstanden nach seiner Inhaftierung 1975, als Inspiration für eine Erzählung zu nutzen. Daraus entstand ihre Geschichte „The Rally of the Sixth of April“ (dt. Die Rally des 6. April) über einen fiktiven sudanesischen Fotografen, der die sudanesische Revolution 2018/19 dokumentiert.
Im Jahr 2020 gewann ihr zwei Jahre zuvor im arabischen Original erschienener Roman Edo’s Souls als erster südsudanesischer Roman den English PEN Writers Translates Award und wurde daraufhin auf Englisch veröffentlicht. Die Geschichte spielt zwischen dem südlichen Sudan und Khartum und umfasst mehrere Generationen ab den 1960er Jahren. Laut einer Rezension des Literaturmagazins ArabLit „beginnt der Roman in einem ländlichen Kontext, in einem kleinen verarmten Dorf voller Geheimnisse, Rituale und Aberglauben, und endet in einer überfüllten Stadt mit all ihren Komplikationen.“
Auf Deutsch erschienen Gaitanos Erzählungen erstmals 2017 in einer Anthologie mit Werken von Exil-Schriftstellern. 2024 veröffentlichte der Berliner Edition Orient Verlag ihre Erzählungen unter dem Titel Endlose Tage am Point Zero in deutscher Übersetzung aus dem Arabischen durch Günther Orth. Dieser Band wurde im Juni 2024 für die Litprom-Bestenliste zum Sommer 2024 ausgewählt. Im Mai 2024 wurde Gaitanos Werk zusammen mit ihrem Landsmann Abdelaziz Baraka Sakin und der aus dem Sudan stammenden Schriftstellerin Fatin Abbas in einem Beitrag von SWR Kultur über moderne Literatur aus dem Sudan vorgestellt.

Werke in Übersetzung
- Withered Flowers, Erzählungen, (2004), Englisch von Anthony Calderbank
- The Return, Erzählungen, Rafiki Publishing, Juba (2014), Englisch von Asha Musa El-Said
- Die Menschen im Südsudan zwischen Flucht und Vertreibung. In: Luisa Donnerberg u. Ulrich Schreiber (Hrsg.) Refugees Worldwide. Literarische Reportagen. Berlin: Wagenbach 2017
- Egeno, Auszug aus Edo's Souls, gelesen von Stella Gaitano. In: Weiter Schreiben. – (W) Ortwechseln: Literarische Begegnungen mit Exil-Autor*innen. (Audiobuch). München: der Hörverlag
- Edo’s Souls. Roman (2023). Englisch von Sawad Hussain, Sawtry: Dedalus Ltd., ISBN 978 1 915568 13 7.
- Endlose Tage am Point Zero. Erzählungen (2024). Berlin: Edition Orient, ISBN 978-3-945506-32-5.